# Forcipomyia limnetis
Forcipomyia limnetis är en tvåvingeart som beskrevs av Ingram och John William Scott Macfie 1931. Forcipomyia limnetis ingår i släktet Forcipomyia och familjen svidknott. Inga underarter finns listade i Catalogue of Life.